# 폐성심
폐성심(肺性心, 영어: pulmonary heart disease 또는 cor pulmonale)은 혈관 저항의 증가(예: 폐동맥 협착) 또는 폐고혈압으로 인한 심장의 우심실의 비대 또는 부전을 가리킨다.

## 증상
폐성심의 증상은 비특이성일 수 있고 질병의 단계에 따라 달라질 수 있으며 간정맥을 포함, 전신정맥계통으로 혈액이 되돌아가는 것을 포함할 수 있다. 폐성심이 진행될수록 대부분은 다음과 같은 증상으로 발전하게 된다:
- 호흡곤란
- 천명
- 청색증
- 복수
- 황달
- 간비대
- 경정맥압(JVP)의 상승
- 제3심음
- 흉골 간 함몰(Intercostal recession)
- 비정상 심음

## 병인
폐성심의 병인은 다음과 같다:
- 급성 호흡곤란 증후군 (ARDS)[6]
- COPD[1]
- 원발성 폐고혈압[1]
- 폐혈전[1]
- 후측만[1]
- 간질성 폐질환[1]
- 낭포성 섬유증[1]
- 유육종증[7]

피떡

- 폐쇄성 수면 무호흡증 (치료를 받지 않은 상태)[1]
- 겸형 적혈구 빈혈증[8]
- 기관지폐이형성증 (유아)[9]

## 진단

정상 심장(왼쪽)과 우실비대 (오른쪽)

두 개의 허파와 심혈관계 질환이 비슷한 증상을 나타낼 수 있으므로 폐성심을 진단하는 일은 쉬운 편이 아니다. 그러므로 차별화된 진단 방법으로 측정하는 것이 좋다:
- 심장 점액종
- 심부전
- 수축성 심막염
- 침윤성 심근증
- 우심부전
- 심실중격결손

폐성심 진단이 가능한 탐구 방법 중에는 다음과 같은 것들이 있다:
- 흉부 엑스선 - 우실비대, 우심방확장, 현저한 허파동맥
- 심전도 - 우실비대, 율동 부정.
- 혈전성향증 스크린 - 만성 정맥혈전색전증 (단백질 C와 S, 항트롬빈 III, 호모시스테인 수치)

폐성P

ECG는 폐성P를 나타내는 P파를 종종 보인다.

## 치료
폐성심의 치료는 다음을 포함할 수 있다: 항생물질, 거담제, 산소 치료, 이뇨제, 디기탈리스, 혈관확장제, 항응혈제.

### 역학
폐성심의 경우 미국 내 모든 심장 질환 사례 중 7%를 차지한다.